# Tisău
Tisău is een Roemeense gemeente in het district Buzău.

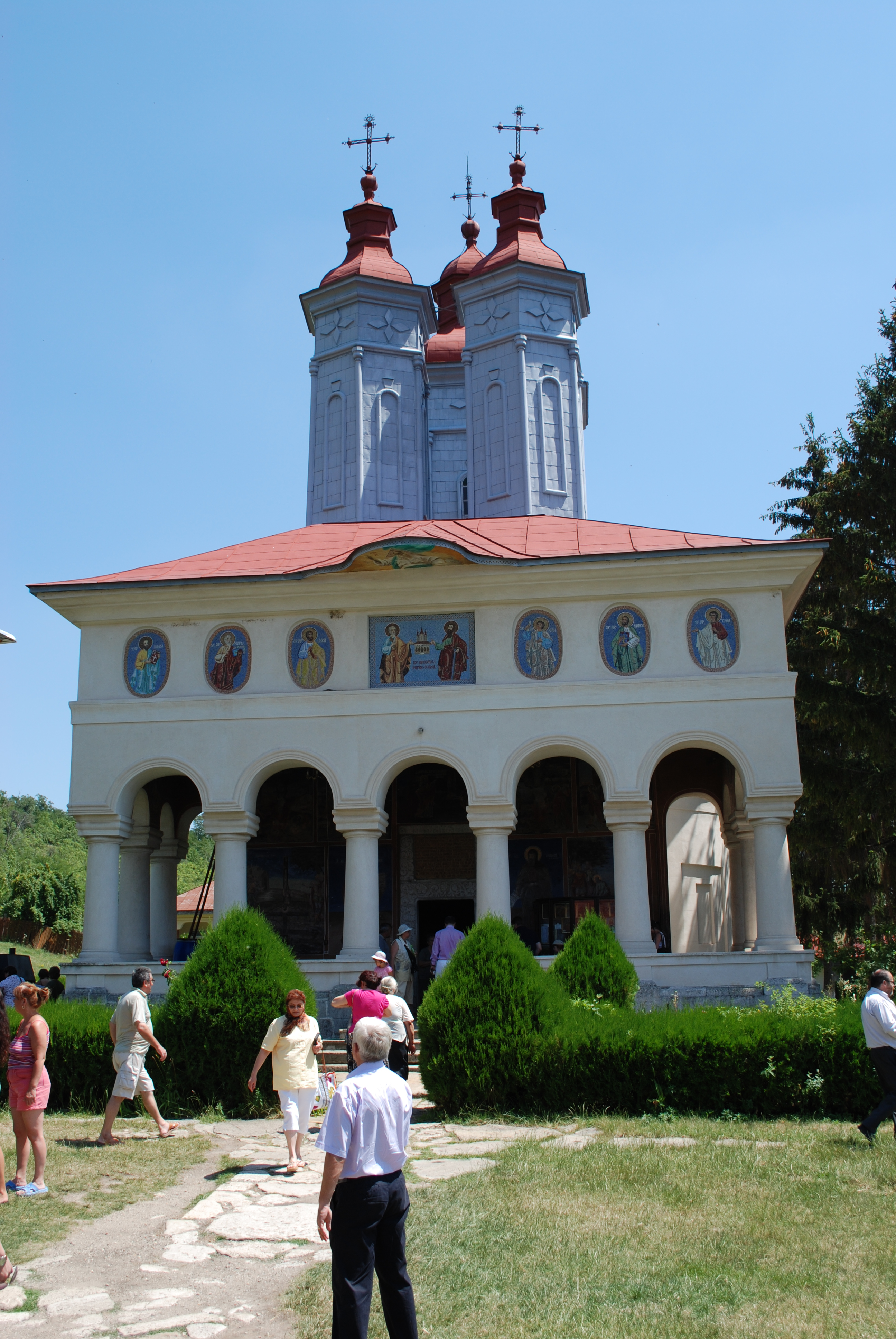
Kerk van St. Petrus en St. Paulus in het Ciolanuklooster

Tisău telt 4976 inwoners.